# Palpada chilena
Palpada chilena là một loài ruồi trong họ Ruồi giả ong (Syrphidae). Loài này được Rondani mô tả khoa học đầu tiên năm 1863. Palpada chilena phân bố ở vùng Tân Nhiệt đới